# Rasos de Peguera
Rasos de Peguera är ett berg i Spanien.   Det ligger i provinsen Província de Barcelona och regionen Katalonien, i den östra delen av landet, 500 km öster om huvudstaden Madrid. Toppen på Rasos de Peguera är 2 055 meter över havet, eller 80 meter över den omgivande terrängen. Bredden vid basen är 1,2 km.
Terrängen runt Rasos de Peguera är kuperad åt sydväst, men åt nordost är den bergig. Runt Rasos de Peguera är det ganska tätbefolkat, med 111 invånare per kvadratkilometer. Närmaste större samhälle är Berga, 6,7 km sydost om Rasos de Peguera. Trakten runt Rasos de Peguera består till största delen av jordbruksmark.